# Standfussiana deflavata
Standfussiana deflavata là một loài bướm đêm trong họ Noctuidae.